# Trufa negra de Soria
Trufa negra de Soria es una marca registrada para la trufa negra (Tuber melanosporum) producida en la provincia de Soria, en la comunidad autónoma de Castilla y León, en España.  
La trufa negra presenta una relación simbiótica micorrícica con las encinas, árboles que representan la mayor parte de superficie forestal de la provincia. Según los datos del sistema de información geográfica Micodata de la Junta de Castilla y León, en la provincia soriana hay 114.146 hectáreas de montes con aptitud para la producción de trufas.
La Asociación de Truficultores de Soria con alrededor de 40 socios, registró la marca ‘Trufa de Soria’, un primer paso para lograr la marca de calidad del producto y que tiene como objetivo la consecución de la Denominación de Origen de la Trufa Negra de Soria. En octubre del año 2016, dentro del Congreso Internacional de Micología "Soria Gastronómica", se selló el hermanamiento de la Trufa negra de Soria y la Trufa blanca de Alba.

## Descripción
La trufa negra (Tuber melanosporum)  tiene forma irregular más o menos redondeada, parecida a una patata, de superficie rugosa y color oscuro. Su interior presenta una apariencia repleta de venas. Las cualidades del terreno y la altitud de la provincia de Soria hacen que la maduración sea muy adecuada y con las cualidades organolécticas más acentuadas que otras trufas españolas.
El frío de Soria y las oscilaciones de las temperaturas entre el día y la noche ayudan a la fructificación y maduración de la especie. Al crecer bajo el suelo está protegido de las inclemencias del tiempo.

## Producción

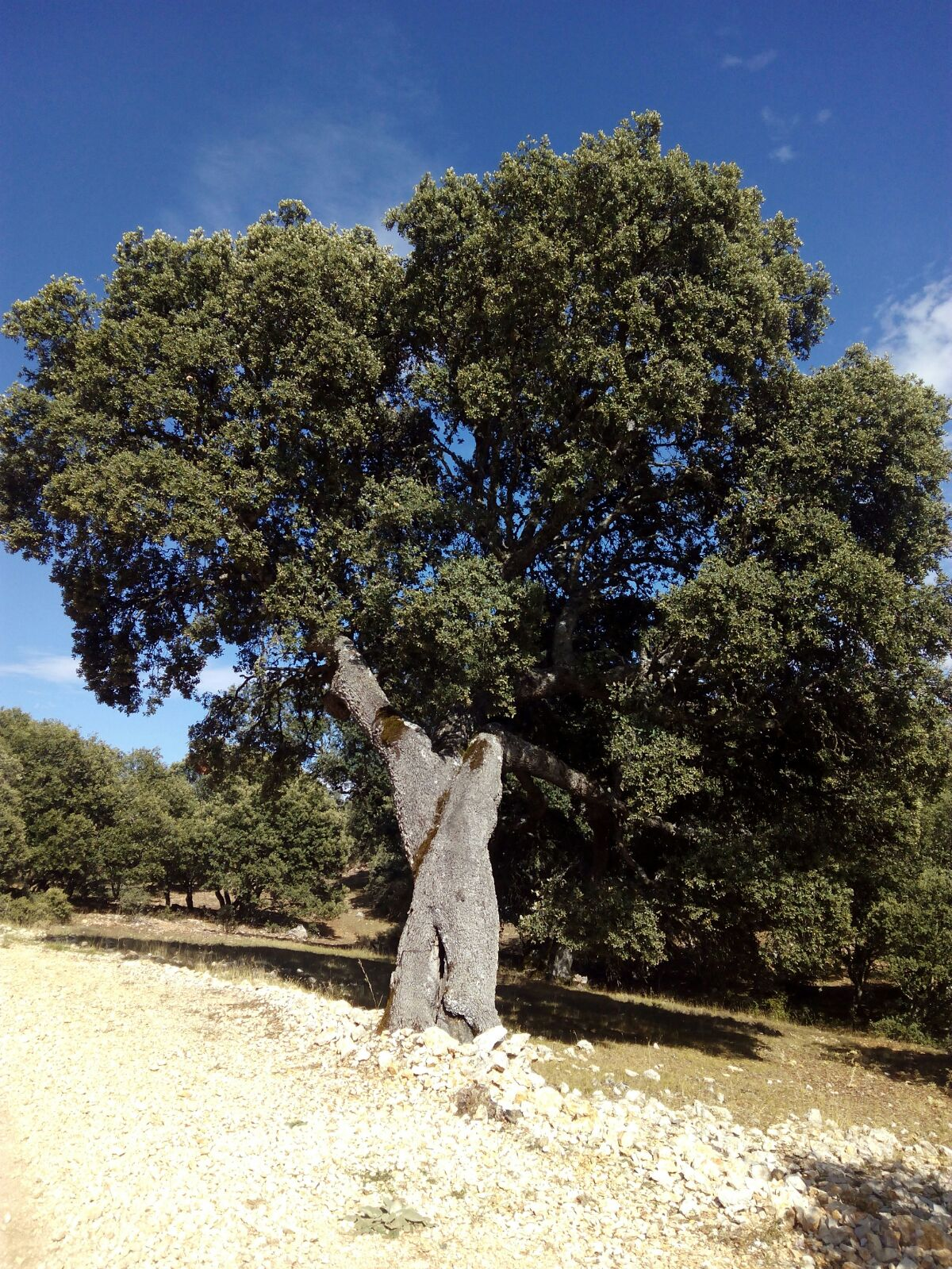
Encina centenaria en Camparañón.

Soria representa alrededor del 30% de la producción española. En la provincia hay alrededor de 1.700 hectáreas de plantaciones truferas, sin embargo, su potencial es mucho mayor. Según los datos del sistema de información geográfica Micodata de la Junta de Castilla y León, en la provincia soriana hay 114.146 hectáreas de montes con aptitud para la producción de trufas, más del 43 por ciento de su territorio.
En la provincia de Soria se encuentra la mayor finca de cultivo de trufas del mundo con más de 600 hectáreas de encinas micorrizadas.

## Eventos
En torno a la trufa negra de Soria se ha creado un abanico de eventos para dar a conocer este manjar. Son destacables las Jornadas y Feria de la Trufa de Abejar, cuya iniciativa se ha ido consolidando a través de los años y que convoca tanto a productores y restauradores nacionales y extranjeros como amantes de la alta gastronomía. En Soria capital se celebra el Congreso Internacional de Micología "Soria Gastronómica" en el que este y otros hongos son protagonistas y el "Mercatrufas" en el mes de febrero. Entre febrero y marzo tiene lugar La Ruta Dorada de la trufa en la que se pueden degustar tapas y menús elaborados con trufa por bares y restaurantes de la provincia de Soria. También se realizan seminarios científicos, como el celebrado en 2014 en el que participaron expertos del proyecto ClimFun procedentes de Alemania, Austria, EE. UU., España, Holanda, Noruega, Reino Unido y Suiza. En el año 2017 la Junta de Castilla y León promueve el primer https://www.cocinandocontrufa.com/ que coordina a nivel técnico la empresa www.e-spain.eu. esta primera edición reúne a cocineros y estudiantes de cocina de 15 países diferentes. El ganador fue el equipo de Italia siendo segundo Estados Unidos. En el año 2019 se celebra la segunda edición, en la que el equipo de España consigue llevarse el primer premio y se da un empate en la segunda posición entre el equipo de Reino Unido y Chile.